# Zizeeria
Genre
Zizeeria est un genre de lépidoptères (papillons) de la famille des Lycaenidae et de la sous-famille des Polyommatinae. Il comporte deux espèces.

## Taxonomie
Le genre Zizeeria a été décrit par l'entomologiste britannique Thomas Algernon Chapman en 1910.
Son espèce type est Polyommatus karsandra Moore, 1865.

## Espèces et distribution géographique
Ce genre comprend deux espèces, toutes deux largement répandues, :
- Zizeeria knysna (Trimen, 1862) — l'Azuré de la surelle — en Afrique, dans la péninsule Ibérique et en Arabie.
- Zizeeria karsandra (Moore, 1865) — de l'Arabie à l'Australie en passant par l'Asie du Sud et du Sud-Est.

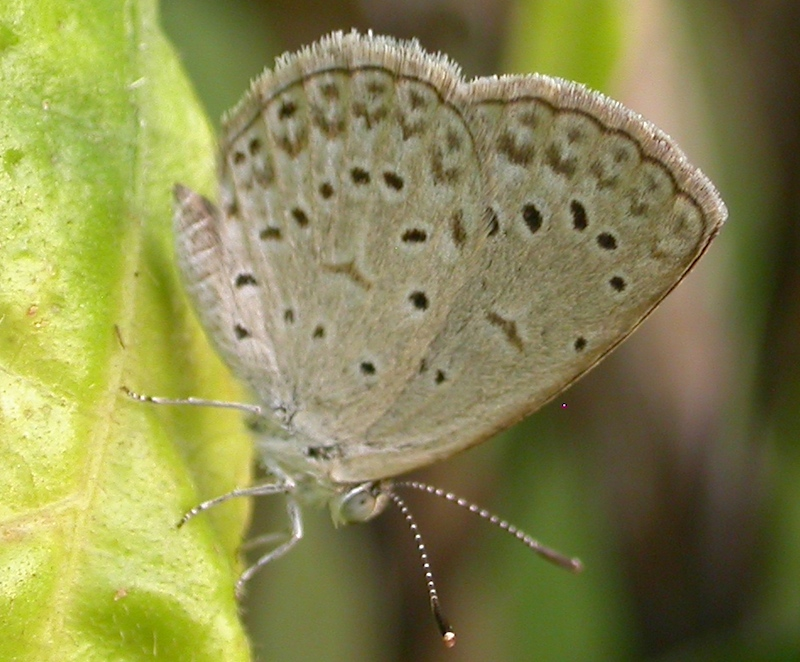
Zizeeria knysna.
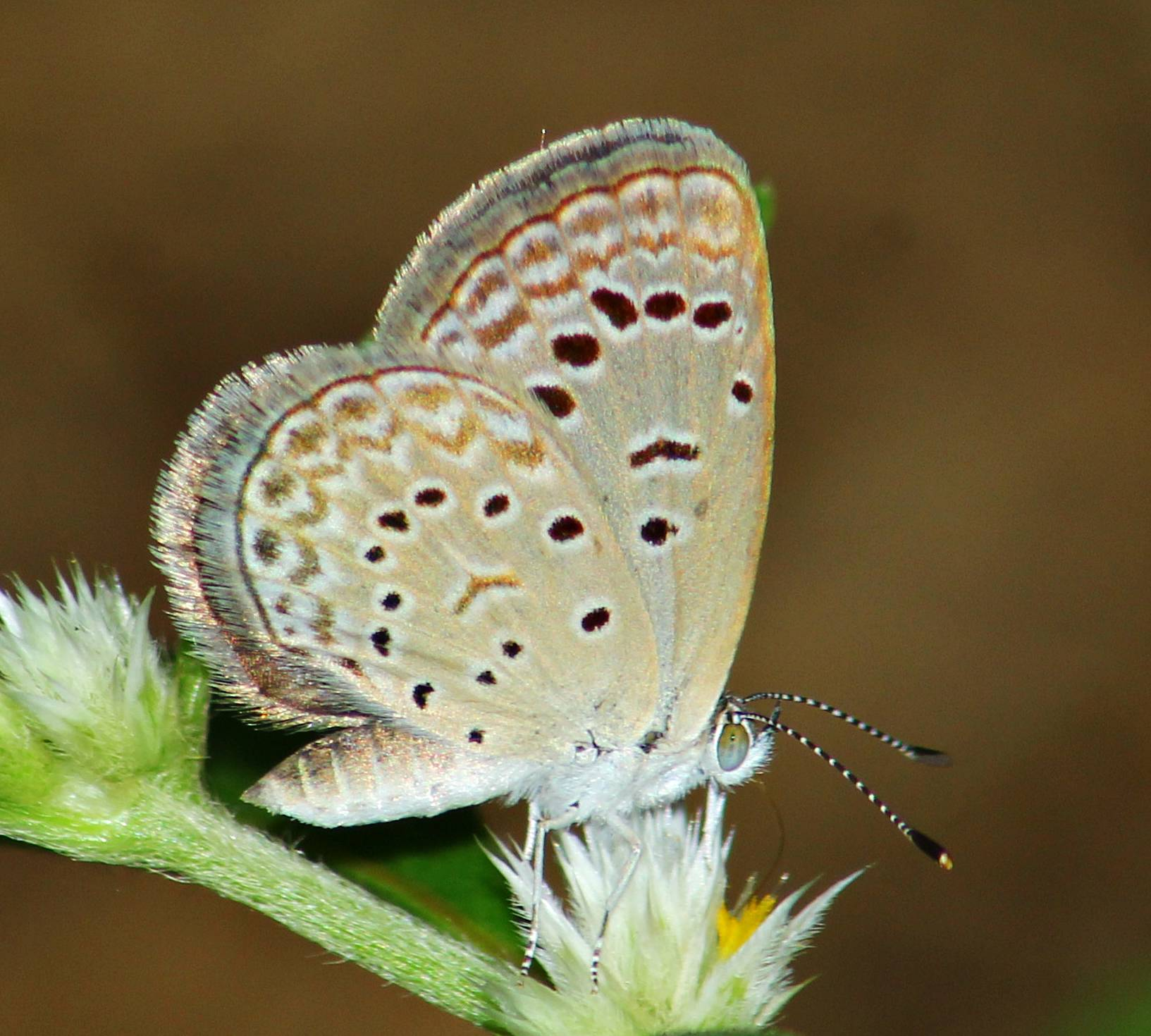
Zizeeria karsandra.

### Publication originale
(en) T. A. Chapman, « XVI. On Zizeeria (Chapman), Zizera (Moore), a group of Lycaenid Butterflies. », Transactions of the Royal Entomological Society of London, Royal Entomological Society, vol. 58, no 4,‎ 24 avril 2009, p. 479–497 (ISSN 0035-8894 et 2056-5259, OCLC 1125695995, DOI 10.1111/J.1365-2311.1910.TB01180.X)., p. 482.